# Pierre Lorrain (homme politique)
Pour le journaliste homonyme, voir Pierre Lorrain (journaliste).
Ne doit pas être confondu avec Pierre Lorain.
Pour les articles homonymes, voir Lorrain (homonymie).
Pierre Lorrain, né le 21 avril 1942 à Farnham et mort le 24 décembre 2004 à Saint-Jean-sur-Richelieu, est un avocat et homme politique québécois.  Il a été,  de 1985 à 1989, député de la circonscription de Saint-Jean à l'Assemblée nationale du Québec et président de l'Assemblée nationale.

## Biographie
Il est le fils de Roch Lorrain et de Jeanne Marcil.  Il étudie au Collège Roussin de Pointe-aux-Trembles.  Il obtient un baccalauréat ès arts en 1966 et une licence en droit à l'Université de Sherbrooke en 1970.  Il est admis au Barreau en 1973.  De 1973 à 1985, il pratique le droit à Saint-Jean-sur-Richelieu.   De 1978 à 1980, il est président de l'Office du tourisme du Haut-Richelieu.
Lors de l'élection générale québécoise du 2 décembre 1985, il est élu député de la circonscription électorale de Saint-Jean à l'Assemblée nationale comme candidat du Parti libéral du Québec.  Du 16 décembre 1985 au 28 novembre 1989, il est président de l'Assemblée nationale. Il ne se représente pas comme député lors de l'élection générale du 25 septembre 1989.
Le 20 décembre 1989, il est nommé délégué général du Québec à Bruxelles.  Du 1er mars 1994 au 25 juin 1999, il est président de la Commission des services juridiques.  Le 25 juin 1999, il est nommé à la Commission municipale du Québec.
Il meurt en 2004, à l'âge de 62 ans.